# Jacob Anatoli
Jacob ben Abba Mari ben Simson Anatoli (Marselha, c. 1194 — 1256) foi um tradutor de textos árabes para o hebraico. Foi convidado por Frederico II para trabalhar em Nápoles. Sob este mecenato real, e em associação com Michael Scot, Anatoli tornou o ensino do árabe acessível aos leitores ocidentais. Entre suas obras mais importantes estão traduções de textos de Averróis.

## Juventude e convite para Nápoles
Nascido no sul da França, talvez em Marselha, a atividade literária de Anatoli foi estimulada logo cedo por seus professores e as conhecidos de Narbonne e Béziers. De fato, ele destacou-se tão notavelmente que o imperador Frederico II, o monarca mais genial e esclarecido do seu tempo, o convidou para seguir até Nápoles, e, sob os auspícios do imperador, se dedicar aos estudos, particularmente para traduzir a literatura árabe científica para a língua hebraica, mais acessível. Assim foi em Nápoles Anatoli passou seu período mais fértil da produção literária, e naquela cidade foram publicadas as numerosas traduções que levam o seu nome.

## Oposição dos anti-maimônidas
Anatoli era genro (e possivelmente também cunhado) de Samuel ibn Tibbon, o conhecido tradutor de Maimônides. Moisés ibn Tibbon frequentemente refere-se a Anatoli como seu tio, o que sugere que provavelmente Samuel casou com a irmã de Anatoli, e que Anatoli depois casou com a filha de Samuel. Devido a essa ligação íntima com os ibn Tibbons, Anatoli foi apresentado à filosofia de Maimônides, o estudo dela foi como uma grande revelação para que ele, em dias posteriores, se referisse a ela como o início de sua compreensão inteligente e verdadeira das Escrituras, enquanto que frequentemente aludia a ibn Tibbon como um dos dois mestres que o havia instruído e inspirado. Sua estima por Maimônides não tinha limites: colocou-o ao lado dos Profetas, e demonstrou ter pouca paciência com os críticos e detratores de Maimônides.
Anatoli por consequência interpreta a Bíblia e o Hagadá num espírito verdadeiramente maimônida, racionalizando os milagres e aplicando cada possível passagem na literatura antiga, com significado filosófico e alegórico. Como um alegorista que podia ler nos documentos antigos, as idiossincrasias filosóficas de sua época, Anatoli merece um lugar ao lado de outros comentaristas alegóricos e filosóficos, a partir de Fílon; na verdade, ele pode ser considerado como um pioneiro na aplicação da maneira maimônida para fins de instrução popular. Este trabalho começou ainda na sua terra natal, em ocasiões de festejos públicos e privados, tais como casamentos e outras reuniões. Depois Anatoli aproveitou os sermões das tardes do Sabá, em que defendia o método alegórico e filosófico da exegese bíblica. Isto provocou a oposição dos anti-maimônidas, cujo número era grande no sul da França; e, provavelmente, a partida de Anatoli para a Sicília foi acelerada pelo antagonismo que ele encontrou. Mas, mesmo em Nápoles, Anatoli despertou a oposição de seus correligionários ortodoxos. Este tratamento, juntamente com diversas outras experiências desagradáveis na corte real, parecem ter-lhe motivado pensamentos suicidas. Logo, porém, se recuperou e escreveu, em benefício de seus dois filhos, o seu Malmad ha-Talmidim, um nome que, envolvendo um jogo de palavras, foi concebido para ser tanto um Mestre dos Discípulos como um Incentivo para os Estudantes.
O Malmad, que foi concluído quando seu autor tinha cinquenta e cinco anos de idade, mas foi publicado pela primeira vez pela Sociedade Meḳiẓe Nirdamim em Lyck no ano de 1866, é realmente nada além de um volume de sermões, pelo qual o autor pretendia estimular o estudo e dissipar a cegueira intelectual. Como uma curiosa particularidade de seu método, pode ser mencionado que ele considera as três histórias da Arca de Noé como um símbolo das três ciências: matemática, física e metafísica. Como tal, a obra tem alguma importância na história da cultura judaica. As admoestações éticas e as meditações espirituais de Anatoli têm valor ao retratar as circunstâncias da época e o caráter das reformas que ele objetivou.

## Fervor moral
Anatoli é bastante simples na maneira de falar quando afirma e defende seus pontos de vista, bem como em suas críticas às falhas contemporâneas. Por exemplo, não hesita em criticar os rabinos de sua época por sua negligência generalizada não só dos estudos, mas até mesmo da leitura obrigatória da Bíblia, acusando-os de uma preferência pela dialética talmúdica. Lamenta, também, a decadência contemporânea na vida doméstica e nas práticas religiosas de seu povo, resultado em grande parte, segundo ele, devido à imitação de costumes circundantes. A investigação científica que ele insiste ser uma necessidade absoluta para a verdadeira compreensão da religião, é questionada por seus contemporâneos pelo fato de considerarem que isto se deve ao fato dele estar acostumado a passar muitas horas com seu sogro, Samuel ibn Tibbon, no estudo da matemática e da filosofia, considerados por eles como mero desperdício de tempo.

## OMalmad

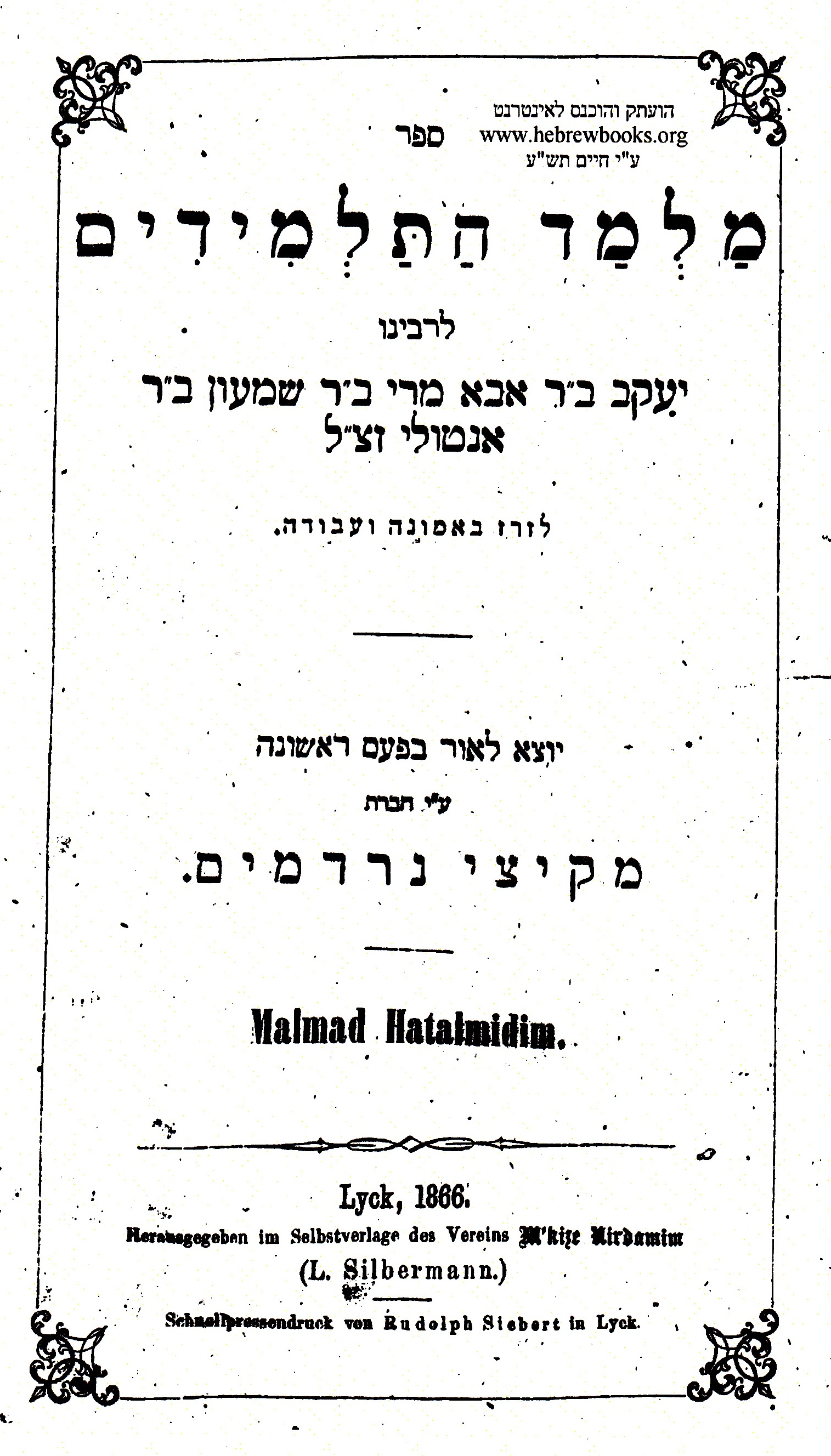
Fac-símile da primeira página do livro Malmad ha-Talmidim

O Malmad é dividido em breves capítulos, de acordo com a porção semanal da Torá. Nele Anatoli manifesta uma grande familiaridade não só com os exegetas clássicos judaicos, mas também com Platão, Aristóteles, Averróis, e a Vulgata, bem como com um grande número de instituições cristãs, algumas das quais ele se aventura a criticar, como o celibato e a punição monástica, bem como certos hereges; e ele repetidamente apela aos seus leitores para um amplo cultivo das línguas clássicas e os ramos profanos de aprendizagem. Ele repudia com indignação a visão fanática de alguns correligionários de que todos os não judeus não têm alma, uma crença retribuída pelos gentios da época. Para Anatoli todos os homens são, na verdade, formados à imagem de Deus, embora os judeus estejam sob uma obrigação especial de promover o conhecimento verdadeiro de Deus, simplesmente por causa de sua eleição - "os gregos haviam escolhido a sabedoria como sua meta; os romanos, o poder, e os judeus, a religiosidade". Se, no entanto, um não judeu se dedica à pesquisa séria da verdade divina, seu mérito é muito maior; e qualquer sugestão que ele possa oferecer, nenhum judeu deve se  atrever a recusar com leviandade.

## Michael Scot
Um exemplo de tal catolicidade intelectual foi definido pelo próprio Anatoli; pois, no decorrer de seu "Malmad", ele não apenas cita incidentalmente sugestões alegóricas feitas a ele por Frederico II, mas também várias vezes (Güdemann foi registrado dezessete vezes) ele oferece observações exegéticas de um certo sábio cristão de cuja associação ele mais fala com reverência, e de quem, além disso, nomeia como seu segundo mestre, depois de Samuel ibn Tibbon. Este sábio cristão foi identificado por Senior Sachs como Michael Scot, que, como Anatoli, dedicou-se ao trabalho científico na corte de Frederico. Graetz chega mesmo a considerar Anatoli com o judeu Andreas, que, de acordo com Roger Bacon, auxiliou Michael Scot em suas traduções filosóficas do árabe, uma vez que Andreas poderia ser uma corruptela de Anatoli. Mas Steinschneider não admitiria a possibilidade desta conjectura, enquanto que Renan o fortalece com respeito a "Andreas" como uma possível corrupção do norte de "En Duran", que, segundo ele, pode ter sido o sobrenome provençal de Anatoli, uma vez que Anatoli, na verdade, era o nome de seu bisavô.
O exemplo de Anatoli do estudo de mente aberta da literatura cristã e as relações com eruditos cristãos encontrou muitos seguidores, como, por exemplo, Moisés ben Salomão de Salerno; e seu trabalho foi um fator importante para trazer os judeus de Itália em estreito contato com seus colegas cristãos.

## Traduções
O "Malmad", devido à sua profunda veia ética, tornou-se, apesar das suas heresias maimônicas, um livro muito popular. É como tradutor que Anatoli merece um lugar de destaque no âmbito científico; pois é ele e Michael Scot, que juntos, sob a influência de Frederico II, abriram ao mundo ocidental o tesouro do conhecimento árabe. Anatoli, na verdade, foi o primeiro homem a traduzir os comentários de Averróis para o hebraico, abrindo assim uma nova era na história da filosofia aristotélica.  Antes de traduzir os comentários de Averróis, Anatoli ocupava-se com a tradução de tratados astronômicos do mesmo escritor e de outros; mas a pedido de amigos, voltou sua atenção para a lógica e as obras especulativas, percebendo e recomendando a importância da lógica, em particular, tendo em vista as controvérsias contemporâneas religiosas. A partir daí, seu programa foi duplo, pois se dedicou ao seu trabalho em astronomia no período da manhã, e à lógica, à noite.
Sua principal tradução abrangeu os cinco primeiros livros dos comentários "intermediários" de Averróis sobre a Lógica de Aristóteles, que consiste da Introdução de Porfírio e dos quatro livros de Aristóteles sobre as Categorias,  Interpretação, Silogismo, e Demonstração. Anatoli provavelmente começou seu trabalho sobre o comentário ainda na Provença, mas deve ter concluído o quinto livro em Nápoles por volta de 1231 ou 1232. A conclusão do comentário nunca foi alcançada. Após o término da primeira divisão desejou ir até os fundamentos novamente, para adquirir maior proficiência, e, por algum motivo desconhecido, nunca retomou a sua tarefa, que foi completada por outro, após um lapso de oitenta anos.
Além disso, Anatoli traduziu, entre os anos de 1231 e 1235, as seguintes obras:
- O Almagesto de Ptolomeu, do árabe, embora provavelmente o título grego ou latino deste tratado fosse também familiar a ele. Seu título hebraico é Ḥibbur ha-Gadol ha-Niḳra al-Magesti (A Grande Composição Chamada Almagesto).
- Um Compêndio de Astronomia, de Averróis, um livro que era desconhecido pelos cristãos da Idade Média, e de que nem um manuscrito do original, nem uma tradução latina chegou aos nossos dias. O seu título em hebraico é Ḳiẓẓur al-Magesti (Compêndio do Almagesto).
- Os Elementos de Astronomia, de Al-Fargani (Alfraganus); possivelmente traduzido de uma versão latina. Foi depois traduzido para o latim por Jakob Christmann (Frankfurt, 1590) sob o título de Elementa Astronomica, que, por sua vez, pode ter dado origem ao título em hebraico do tratado Yesodot ha-Teḳunah, que é, sem dúvida recente.
- Um tratado sobre o silogismo, de Al-Farabi, do árabe. O seu título em hebraico é Sefer Heḳesh Ḳaẓar (Um Tratado Breve sobre o Silogismo).

Graetz também sugere a possibilidade de que Anatoli, em conjunto com Michael Scot, ter traduzido Guia dos Perplexos de Maimônides para o  latim; mas essa sugestão ainda não foi suficientemente provada. Da mesma forma, o comentário anônimo sobre o Guia, chamada de Ruaḥ Ḥen, embora às vezes atribuído a Anatoli, não pode definitivamente ser estabelecida como seu. Ainda assim, é em uma alusão a este trabalho que Zunz, acompanhado  por Steinschneider, em parte, baseia a hipótese de Marselha ter sido a cidade natal de Anatoli (comparar Zunz, "Zur Gesch." p. 482; Renan-Neubauer, "Les Rabbins Français," p. 588; Steinschneider, "Cat. Bodl." col. 1180, and "Hebr. Bibl." xvii. 124).